# Kudret Kokoshi
Kudret Hasan Kokoshi (ur. 18 września 1906 we Wlorze, zm. 26 kwietnia 1991 w Tiranie) – albański poeta, prawnik i więzień sumienia.

## Życiorys
Syn Aslihy i Hasana. Po ukończeniu szkoły powszechnej w rodzinnej miejscowości wyjechał do Rzymu, gdzie ukończył szkołę średnią i rozpoczął studia prawnicze. 27 listopada 1933 obronił pracę doktorską z zakresu prawa, a następnie powrócił do kraju. Po powrocie otworzył kancelarię adwokacką we Wlorze i prowadził ją do 1936. Od 1936 pracował jako sędzia w sądach okręgowych w Korczy, Szkodrze i w Tiranie. Od 1941 na polecenie premiera rządu kolaboracyjnego Mehdi Frasheriego zajął się organizowaniem wymiaru sprawiedliwości na terenie Kosowa, by wkrótce potem objąć stanowisko prokuratora generalnego w Prizrenie. Rok później zerwał współpracę z włoskim aparatem okupacyjnym. Wziął udział w demonstracji patriotycznej 28 listopada 1942 w Prizrenie i został ranny w starciach z włoską policją. Od 1943 związany z organizacją Balli Kombëtar regularnie podróżował pomiędzy Albanią a Kosowem. W styczniu 1944 aresztowany przez Gestapo trafił do obozu przejściowego w okolicach Prisztiny, a stamtąd do obozu w Bad Radkersburg w Austrii. W grudniu 1944 został uwolniony z obozu. 5 czerwca 1945 został aresztowany przez władze komunistyczne i skazany na karę śmierci za działalność w organizacji antypaństwowej. Wyrok ten w październiku 1945 zamieniono na karę dożywotniego pozbawienia wolności. Jego brat Meto Kokoshi, działający we władzach Balli Kombëtar został rozstrzelany w listopadzie 1945. Kudret Kokoshi trafił do więzienia w Burrelu, z którego w złym stanie zdrowia został uwolniony 25 grudnia 1964.
Od czasu studiów rzymskich, zafascynowany włoską kulturą pisał utwory poetyckie, a także zajmował się krytyką literacką. Po uwolnieniu z obozu zarabiał na życie tłumaczeniami z albańskiego na języki obce. W okresie transformacji ustrojowej, jego tłumaczenia utworów Ismaila Kadare i Fatosa Arapiego ukazały się w tomie Antologia Della Letteratura Albanese, prezentującym włoskim czytelnikom współczesną poezję albańską. Już po śmierci poety nakładem wydawnictwa Naim Frashëri ukazał się wybór jego wierszy „Drithmë jete” (Dreszcz życia, w opracowaniu Visara Zhitiego). Imię poety nosi nagroda przyznawana przez władze miasta Wlory za najlepsze tłumaczenia poezji.